# Carangoides chrysophrys
Carangoides chrysophrys är en fiskart som först beskrevs av Cuvier, 1833.  Carangoides chrysophrys ingår i släktet Carangoides och familjen taggmakrillfiskar. Inga underarter finns listade.